# Ievgueni Mironov (acteur)
Pour les articles homonymes, voir Ievgueni Mironov.
Ievgueni Vitalievitch Mironov (en russe : Евгений Витальевич Миронов), né le 29 novembre 1966 à Saratov (Union soviétique), est un acteur et présentateur de télévision soviétique puis russe.

## Biographie
Fils de Vitali Mironov, chauffeur, et de son épouse Tamara, vendeuse, le futur acteur naît à Saratov. L'enfance de Mironov se passe à la bourgade Tatichtchevo-5 dans l'oblast de Saratov. En 1982, il entre dans la classe de Valentina Yermakova (ru) à l'école théâtrale à Saratov dont il sort diplômé en 1986. Il décline la proposition d'intégrer la troupe du théâtre de Saratov, préférant aller à Moscou afin de poursuivre sa formation à l'école-studio du MKhAT (classe d'Oleg Tabakov et Avangard Leontiev). En 1990 il est entré au théâtre-studio Tabakerka (sous la direction d'Oleg Tabakov). Dès 2001, il joue parallèlement au MKhAT. Dès 2006, Mironov est directeur artistique du théâtre des Nations. Parmi plus de trente spectacles joués sur la scène on peut noter deux versions de Hamlet, la première dans la mise en scène de Peter Stein, et la seconde de Robert Lepage où Mironov a joué tous les rôles.
Au cinéma et à la télévision, Mironov a joué plus de cinquante-cinq rôles.

## Filmographie partielle
- 1988 : La Femme du marchand de pétrole (Жена керосинщика) d'Alexandre Kaïdanovski : amant
- 1991 : Amour (Любовь) de Valeri Todorovski : Sacha
- 1991 : Perdu en Sibérie (Затерянный в Сибири) d'Alexandre Mitta : Volodia
- 1992 : Encore, toujours encore ! (Анкор, ещё анкор) de Piotr Todorovski : le lieutenant Poletaïev
- 1994 : Soleil trompeur (Утомлённые солнцем) de Nikita Mikhalkov : lieutenant
- 1994 : Limita (ru) (Лимита)) de Denis Evstigneïev : Micha
- 1995 : Le Musulman (Мусульманин) de Vladimir Khotinenko : Nikolaï
- 1996 : Le Revizor (Ревизор) de Sergueï Gazarov (ru) : Khlestakov
- 1997 : Une source vipérine (Змеиный источник) de Nikolaï Lebedev : Andron
- 1999 : Maman (Мама) de Denis Evstigneïev : Pavlik Youriev
- 2000 : Le Journal de sa femme (Дневник его жены) d'Alekseï Outchitel : Gourov
- 2001 : Août 1944 (В августе 44-го) de Mikhaïl Ptachouk : le capitaine Alekhine
- 2002 : La Métamorphose (ru) (Превращение) : Gregor Samsa
- 2002 : La Maison de fous (Дом дураков) d'Andreï Kontchalovski : l'officier
- 2003 : L'Idiot (ru) (Идиот)  de Vladimir Bortko (série télévisée), 10 épisodes : le prince Mychkine
- 2004 : Sur la rue Maslovka (На Верхней Масловке) de Konstantin Khudyakov : Petia
- 2005 : La Fuite (Побег) d'Egor Kontchalovski : Vetrov
- 2005 : Le Premier cercle (série télévisée) (В круге первом) : Nerguine
- 2008 : L'Apôtre (Апостол) (série télévisée) : deux jumeaux
- 2008 : In Tranzit de Tom Roberts : Andrei
- 2010 : Soleil trompeur 2 de Nikita Mikhalkov : Izioumov
- 2010 : Moscou je t'aime (ru) (Москва, я люблю тебя), épisode Le Violoniste (Скрипач) de Vera Storojeva : l'assassin
- 2013 : Dostoïevski (série télévisée) : Fiodor Dostoïevski
- 2013 : Pepel (Пепел) (série télévisée) : Sanka Pepel, voleur
- 2015 : Titanium de Dmitri Graychev : Ervin Kann
- 2015 : Le Syndrome de Petrouchka (Синдром Петрушки) d'Elena Khazanova : Petia
- 2016 : Phonographe (Фонограф) de Kirill Serebrennikov (court métrage): Tchaïkovski
- 2017 : The Spacewalker (Время Первых, Vremya Pervykh) de Dmitri Kisseliov : Alexeï Leonov
- 2017 : Matilda (Матильда) d'Alekseï Outchitel : Ivan Karlovitch, directeur des théâtres impériaux
- 2017 : Le Démon de la Révolution (Демон революции) de Vladimir Khotinenko (téléfilm) : Lénine
- 2017 : La Carpe décongelée (Карп отмороженный) de Vladimir Kott (ru) : Oleg
- 2020 : Cosmoball de Djanik Faïziev : Belo
- 2024 : Limonov, la ballade de Kirill Serebrennikov : le poète

## Doublage
- 2006 : Je n'ai pas mal (Мне не больно) d'Alekseï Balabanov : Micha
- 2010 : Space Dogs (Белка и Стрелка. Звёздные собаки) film d'animation de Inna Evlannikova (ru) et Sviatoslav Ouchakov (ru) : Lionya

## Récompenses
- Artiste du peuple de la fédération de Russie : 2004
- Prix d'État de la fédération de Russie : 1995, 2011
- Ordre de l'Honneur (Russie) : 2011
- Lauréat du prix cinématographique Nika : 1994, 2005, 2011
- Lauréat du prix cinématographique Aigle d'Or : 2003, 2005, 2018
- Lauréat du prix théâtral Turandot de cristal : 2001, 2006, 2009, 2014
- Grand prix du Festival international de Genève : L'Amour
- Lauréat du Festival international des films télévisés de Monte-Carlo : L'Idiot
- Masque d'or pour le rôle de Porphyry Golovlev dans le spectacle du Théâtre d'art Anton Tchekhov Les Golovlev : 2007
- 2004 : Prix Soljenitsyne